# المجلس العسكري السرياني
المجلس العسكري السرياني (بالسريانية: ܡܘܬܒܐ ܦܘܠܚܝܐ ܣܘܪܝܝܐ)‏ هي ميليشيا عسكرية شُكّلت من قبل السريان والآشوريين في سوريا خلال الحرب الأهلية السورية. تأسّست هذه القوات في 8 يناير 2013، بهدف الدفاع عن حقوق السريان والآشوريين في سوريا، وتنشط بشكل رئيسي في القرى الآشورية بمحافظة الحسكة. وقد حاربت هذه الميليشيا عدة تنظيمات معادية للمسيحية مثل تنظيم تنظيم الدولة الإسلامية وجبهة النصرة. في سبتمبر 2015، أنشأ المجلس العسكري السرياني وحدة عسكرية نسائية سُمّيت «قوات حماية نساء بيث نهرين». وفي يوليو 2019، أعلن اتّحاده مع قوات حرس الخابور لتشكيل «المجلس العسكري السرياني الآشوري»

## التاريخ

### عمليات تل براك وتل حميس (2013-2014)
كان المجلس العسكري السرياني جزءًا من الهجمات بقيادة وحدات حماية الشعب الكردية ضد جبهة النصرة وتنظيم الدولة الإسلامية، والتي بدأت في 26 ديسمبر 2013 في بلدة تل حميس. لم تتمكن القوات الكردية والسريانية من الاحتفاظ بـ تل براك وفشلت في السيطرة على تل حميس، ممّا أوقف الهجوم في أوائل يناير. في وقت لاحق وفي فجر 23 فبراير، شنّت وحدات حماية الشعب والمجلس العسكري السرياني هجومًا أدى لاستعادة تل براك.

### الهجوم على الحدود السورية العراقية (يونيو 2014)
شارك المجلس العسكري السرياني إلى جانب وحدات حماية الشعب، في هجوم على طول الحدود السورية العراقية. تمكنت القوات المشتركة من طرد مسلّحي تنظيم الدولة الإسلامية الذين تمكنوا من السيطرة على الموصل ومعظم محافظة نينوى خلال هجوم شمال العراق. أدت العملية إلى السيطرة الكاملة على بلدتي اليعربية، في الجانب السوري من الحدود، وربيعة، في الجانب العراقي من الحدود.

### هجوم نينوى وسنجار (أغسطس 2014)
شاركت قوات المجلس مع الوحدات الكرية وحلفاء آخرين في هجوم على محافظة نينوى العراقية في منطقة سنجار، لحماية الأقليات من هجمات داعش.

### عمليات وادي الخابور (2015–16)

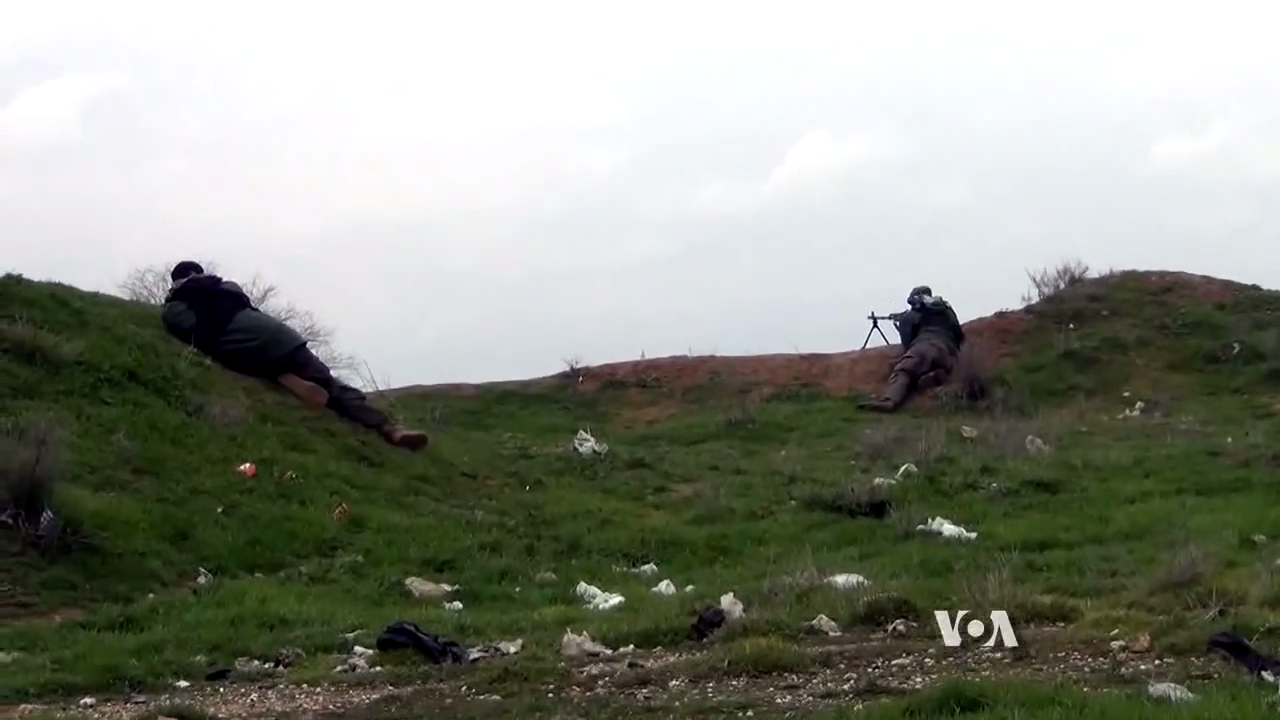
مقاتلو المجلس العسكري السرياني بالقرب من تل تمر، فبراير 2015

شن تنظيم الدولة الإسلامية سلسلة من الهجمات في أواخر فبراير 2015 على القرى المسيحية الواقعة في وادي نهر الخابور بمحافظة الحسكة، بهدف الاستيلاء على بلدة تل تمر الاستراتيجية التي كانت تحت سيطرة القوات السريانية والكردية. في أوائل آذار 2015، خاضت قوات المجلس العسكري السرياني ووحدات حماية الشعب في اشتباكات عنيفة في المنطقة، ولا سيما حول قريتي تل نصري وتل مغاس. في 15 مارس 2015، أفاد المجلس أنه سيطر على تل مغاس.
في 11 تشرين الأول 2015، أصبح المجلس العسكري السرياني إحدى المجموعات المؤسسة لقوات سوريا الديمقراطية. في 31 من الشهر نفسه، شنّت قوات سوريا الديمقراطية هجومًا على المناطق الجنوبية من نهر الخابور. استولت قوات سوريا الديمقراطية، التي تشمل وحدات حماية الشعب، وحدات حماية المرأة، قوات الصناديد، جيش السلام، وجيش الثوار، على بلدة الهول في 13 تشرين الثاني. بعد الاستيلاء على الهول، أرادت قوات سوريا الديمقراطية الاستيلاء على بلدة الشدادي جنوبًا.
في 16 فبراير 2016، تم شن هجوم الشدادي من قبل قوات سوريا الديمقراطية، مما أدى إلى سيطرة قوات سوريا الديمقراطية على البلدة ومئات القرى الأخرى. خلال الهجوم، أفرج تنظيم داعش عن 42 رهينة من السكان الآسوريين الذين اختُطفوا في فبراير 2015 خلال هجوم للتنظيم شرقيّ الحسكة.

### معركة الرقة (2016-2017)
شارك المجلس العسكري السرياني جنبًا إلى جنب مع قوات حماية نساء بيث نهرين في حملة عسكرية لانتزاع مدينة الرقة من مسلّحي داعش، معلنًا أن «الحرب ضد الإرهاب هي معركة من أجل وجود شعبنا السرياني الاشوري، ونحن لا يمكن أن يهدأ بالنا حتى نربح هذه المعركة». اعتبارًا من كانون الثاني 2017، قُتل 6 مقاتلين من القوات السريانية أثناء حملة الرقة.
في 22 يناير 2017، طلب الاتحاد السرياني الأوروبي في بروكسل من الولايات المتحدة وإدارة ترامب تقديم المزيد من الدعم للقوات الآشورية والكردية. وبحسب ما ورد فضّلت الولايات المتحدة المكونات العربية في قوات سوريا الديمقراطية على المكونات الأخرى. في 3 أبريل، أعاد المجلس طلب مزيد من الدعم من الولايات المتحدة. في أواخر عام 2017، شاركت القوات السريانية في هجوم للقضاء على آخر معاقل داعش في محافظة دير الزور.

### 2018
في 20 يناير 2018، تم تعيين كينو غابرييل، المتحدث باسم المجلس العسكري السرياني، متحدثًا باسم قوات سوريا الديمقراطية، خلفه أبجر ديفيد كمتحدث باسم المجلس. أعلن المجلس العسكري السرياني عن عزمه القتال جنبًا إلى جنب مع وحدات حماية الشعب ضد الاحتلال التركي لعفرين في أوائل عام 2018، بإرسال قوات من محافظة الحسكة إلى المدينة. بقيت القوات السريانية التي كانوا لا تزال تشارك في الهجوم على داعش في دير الزور. في 7 فبراير 2018، وصلت وحدة صغيرة من المقاتلين السريان إلى عفرين.

### 2019
شاركت قوات المجلس العسكري السرياني في معركة الباغوز فوقاني، المرحلة الأخيرة من حملة دير الزور ضد داعش.

### المجلس العسكري السرياني الآشوري
في 6 يوليو 2019، أعلن كل من المجلس العسكري السرياني وحرس الخابور عن تشكيل المجلس العسكري السرياني الآشوري، من أجل توحيد المنظمات العسكرية الآشورية والسريانية في منطقة وادي الخابور. وقال الإعلان إن المجلس العسكري المشكّل سيعمل ضمن التوجيهات السياسية لحزب الاتحاد السرياني.